# النادي الإفريقي (كرة السلة)
النادي الإفريقي لكرة السلة (بالفرنسية: Club africain (basket-ball))، هو نادي كرة سلة تونسي للمحترفين يقع مقره في تونس العاصمة. تأسس النادي عام 1956، ويلعب في بطولة تونس لكرة السلة للرجال، الدرجة الأعلى للدوري في تونس، وحقق اللقب المحلي أربعة مرات، و يمثل تونس في المنافسات القارية والدولية.

## سجل ألقاب النادي لكرة السلة
الألقاب المحلية
- البطولة التونسية  (4) : 2004، 2014، 2015، 2016.
- كأس تونس  (6) : 1982، 1999، 2001، 2003، 2014، 2015.

♦ الدور النهائي  (3) : 2021، 2022، 2023.
- كأس السوبر  (4) : 2003، 2004، 2014٬[1] ٬2024

- كأس الجامعة  (4) : 1995، 1998، 2017، 2018.

الألقاب الخارجية
- كأس الأندية الأفريقية (0) :

♦ المرتبة الثالثة  (1) : 2014.
- دورة أبو ظبي الدولية لكرة السلة (0) :

♦ الدور النهائي  (1) : 2013

## وصلات خارجية
- صفحة النادي الإفريقي لكرة السلة على موقع كوووة.
- الموقع الرسمي للجامعة التونسية لكرة السلة.